# Премия Европейской киноакадемии 2015
28-я церемония вручения премии Европейской киноакадемии состоялась 12 декабря 2015 года, в столице Германии Берлине.

## Лауреаты и номинанты Премии Европейской киноакадемии 2015

### Лучший фильм
| Название на русском                      | Оригинальное название                              | Режиссёр            | Страна                                                |
| ---------------------------------------- | -------------------------------------------------- | ------------------- | ----------------------------------------------------- |
| Бараны                                   | Hrútar                                             | Гримур Хаконарсон   | Исландия Дания                                        |
| Виктория                                 | Victoria                                           | Себастьян Шиппер    | Германия                                              |
| Голубь сидел на ветке, размышляя о бытии | En duva satt på en gren och funderade på tillvaron | Рой Андерссон       | Швеция Германия Норвегия Франция                      |
| Лобстер                                  | The Lobster                                        | Йоргос Лантимос     | Ирландия Великобритания Греция Франция Нидерланды США |
| Молодость                                | Youth                                              | Паоло Соррентино    | Италия Франция Швейцария Великобритания               |
| Мустанг                                  | Mustang                                            | Дениз Гамзе Эргювен | Турция Франция Катар Германия                         |

### Лучший режиссёр
| Режиссёр           | Русское название                         | Оригинальное название                              |
| ------------------ | ---------------------------------------- | -------------------------------------------------- |
| Себастьян Шиппер   | Виктория                                 | Victoria                                           |
| Рой Андерссон      | Голубь сидел на ветке, размышляя о бытии | En duva satt på en gren och funderade på tillvaron |
| Йоргос Лантимос    | Лобстер                                  | The Lobster                                        |
| Паоло Соррентино   | Молодость                                | Youth                                              |
| Нанни Моретти      | Моя мама                                 | Mia madre                                          |
| Малгожата Шумовска | Тело                                     | Cialo                                              |

### Лучший сценарий
| Сценарист                  | Русское название                         | Оригинальное название                              |
| -------------------------- | ---------------------------------------- | -------------------------------------------------- |
| Эндрю Хэй                  | 45 лет                                   | 45 Years                                           |
| Раду Жуде Флорин Лазареску | Браво!                                   | Aferim!                                            |
| Рой Андерссон              | Голубь сидел на ветке, размышляя о бытии | En duva satt på en gren och funderade på tillvaron |
| Алекс Гарленд              | Из машины                                | Ex Machina                                         |
| Йоргос Лантимос            | Лобстер                                  | The Lobster                                        |
| Паоло Соррентино           | Молодость                                | Youth                                              |

### Лучший европейский актёр
| Актёр            | Русское название | Оригинальное название |
| ---------------- | ---------------- | --------------------- |
| Кристиан Фридель | 13 минут         | Elser                 |
| Том Кортни       | 45 лет           | 45 Years              |
| Венсан Линдон    | Закон рынка      | La loi du marché      |
| Майкл Кейн       | Молодость        | Youth                 |
| Колин Фаррелл    | Лобстер          | The Lobster           |

### Лучшая европейская актриса
| Актриса           | Русское название | Оригинальное название |
| ----------------- | ---------------- | --------------------- |
| Шарлотта Рэмплинг | 45 лет           | 45 Years              |
| Лайа Коста        | Виктория         | Victoria              |
| Алисия Викандер   | Из машины        | Ex Machina            |
| Рэйчел Вайс       | Лобстер          | The Lobster           |
| Маргерита Буй     | Моя мама         | Mia madre             |

### Лучшая комедия
| Русское название                         | Оригинальное название                              | Режиссёр         | Страна                           |
| ---------------------------------------- | -------------------------------------------------- | ---------------- | -------------------------------- |
| Голубь сидел на ветке, размышляя о бытии | En duva satt på en gren och funderade på tillvaron | Рой Андерссон    | Швеция Германия Норвегия Франция |
| Новейшие завет                           | Le tout nouveau testament                          | Жако ван Дормель | Бельгия Франция Люксембург       |
| Семейство Белье                          | La famille Bélier                                  | Эрик Лартиго     | Франция Бельгия                  |

### Приз зрительских симпатий
| Русское название                         | Оригинальное название                              | Режиссёр                               | Страна                           |
| ---------------------------------------- | -------------------------------------------------- | -------------------------------------- | -------------------------------- |
| Безумная свадьба                         | Qu'est-ce qu'on a fait au Bon Dieu?                | Филипп де Шоврон                       | Франция                          |
| Белый бог                                | Fehér isten                                        | Корнел Мундруцо                        | Венгрия Германия Швеция          |
| Виктория                                 | Victoria                                           | Себастьян Шиппер                       | Германия                         |
| Голубь сидел на ветке, размышляя о бытии | En duva satt på en gren och funderade på tillvaron | Рой Андерссон                          | Швеция Германия Норвегия Франция |
| Игра в имитацию                          | The Imitation Game                                 | Мортен Тильдум                         | Великобритания США               |
| Миниатюрный остров                       | La isla mínima                                     | Альберто Родригес                      | Испания                          |
| Левиафан                                 | Левиафан                                           | Андрей Звягинцев                       | Россия                           |
| Самба                                    | Samba                                              | Оливье Накаш, Эрик Толедано            | Франция                          |
| Соль земли                               | The Salt of the Earth                              | Джулиано Рибейру Сальгаду, Вим Вендерс | Франция Бразилия Италия          |
| Форс-мажор                               | Turist                                             | Рубен Эстлунд                          | Швеция Франция Дания Норвегия    |

### Открытие года (Приз ФИПРЕССИ)
| Русское название        | Оригинальное название    | Режиссёр                      | Страна                        |
| ----------------------- | ------------------------ | ----------------------------- | ----------------------------- |
| Лета внизу              | Im Sommer wohnt er unten | Том Зоммерлатте               | Германия Франция              |
| Лимбо                   | Limbo                    | Анна Софи Хартманн            | Германия Дания                |
| Мустанг                 | Mustang                  | Дениз Гамзе Эргювен           | Турция Франция Катар Германия |
| Спокойной ночи, мамочка | Ich seh, ich seh         | Северин Фиала, Вероника Франц | Австрия                       |
| Строго на запад         | Slow West                | Джон Маклин                   | Великобритания Новая Зеландия |

### Лучший анимационный фильм
The nominees were announced on 22 September 2014.
| Русское название | Оригинальное название | Режиссёр                    | Страна                                    |
| ---------------- | --------------------- | --------------------------- | ----------------------------------------- |
| Адама            | Adama                 | Саймон Руби                 | Франция                                   |
| Барашек Шон      | Shaun the Sheep Movie | Марк Бертон, Ричард Старзак | Великобритания Франция                    |
| Песнь моря       | Song of the Sea       | Томм Мур                    | Ирландия Дания Бельгия Люксембург Франция |

### Лучший документальный фильм
| Русское название        | Оригинальное название | Режиссёр           | Страна                                                                                    |
| ----------------------- | --------------------- | ------------------ | ----------------------------------------------------------------------------------------- |
| Взгляд тишины           | The Look of Silence   | Джошуа Оппенхаймер | Дания Индонезия Финляндия Норвегия Великобритания Израиль Франция США Германия Нидерланды |
| Сирийская история любви | A Syrian Love Story   | Шон МакАллистер    | Великобритания Франция Ливан Сирия                                                        |
| Танцы с Марией          | Dancing with Maria    | Иван Герголет      | Аргентина                                                                                 |
| Тото и его сёстры       | Toto si surorile lui  | Александр Нанэу    | Румыния                                                                                   |
| Эми                     | Amy                   | Азиф Кападиа       | Великобритания США                                                                        |

### Лучший операторская работа
| Русское название        | Оригинальное название | Победитель/-и | Страна  |
| ----------------------- | --------------------- | ------------- | ------- |
| Спокойной ночи, мамочка | Ich seh, ich seh      | Мартин Гшлахт | Австрия |

### Лучший монтаж
| Русское название | Оригинальное название | Победитель/-и | Страна |
| ---------------- | --------------------- | ------------- | ------ |
| Тело             | Cialo                 | Яцек Дросио   | Польша |

### Лучший художник
| Русское название | Оригинальное название     | Победитель/-и | Страна  |
| ---------------- | ------------------------- | ------------- | ------- |
| Новейшие завет   | Le tout nouveau testament | Сильви Оливи  | Франция |

### Лучший художник по костюмам
| Русское название | Оригинальное название | Победитель/-и   | Страна         |
| ---------------- | --------------------- | --------------- | -------------- |
| Лобстер          | The Lobster           | Сара Бленкинсоп | Великобритания |

### Лучший композитор
| Русское название    | Оригинальное название | Победитель/-и | Страна         |
| ------------------- | --------------------- | ------------- | -------------- |
| Побудь в моей шкуре | Under the Skin        | Мика Ливай    | Великобритания |

### Лучший звукорежиссер
| Русское название   | Оригинальное название                     | Победитель/-и                  | Страна     |
| ------------------ | ----------------------------------------- | ------------------------------ | ---------- |
| Тысяча и одна ночь | As Mil e Uma Noites: Volume 1, O Inquieto | Вашку Пиментел и Мигел Мартинс | Португалия |

### European Co-Production Award—Prix Eurimages
| Обладатель                | Профессия | Страна   |
| ------------------------- | --------- | -------- |
| Эд Гини (англ. Ed Guiney) | Продюсер  | Ирландия |

### Европейский достижения в мировом кинематографе
| Обладатель    | Профессия        | Страна  |
| ------------- | ---------------- | ------- |
| Кристоф Вальц | Актёр и режиссёр | Австрия |

### Премия за жизненные достижения
| Обладатель        | Профессия | Страна         |
| ----------------- | --------- | -------------- |
| Шарлотта Рэмплинг | Актриса   | Великобритания |

### Приз молодых зрителей
Победителя выбрала аудитория, состоящая из детей от 12 до 14 лет со всей Европы. За номинантов они проголосовали после просмотра всех трёх фильмов на специальном показе
| Русское название  | Оригинальное название | Режиссёр             | Страна          |
| ----------------- | --------------------- | -------------------- | --------------- |
| Невидимый мальчик | Il ragazzo invisibile | Габриэле Сальваторес | Италия Франция  |
| Вы тоже гадкие    | You're Ugly Too       | Марк Нунан           | Ирландия        |
| Моя тощая сестра  | Min lilla syster      | Занна Ленкен         | Швеция Германия |